# ASNARO-1
ASNARO-1 (Advanced Satellite with New system ARchitecture for Observation, dt. „Fortschrittlicher Satellit mit neuer Systemarchitektur zur Beobachtung“) ist ein japanischer Erdbeobachtungssatellit. Es ist ein japanisches Satellitenprojekt der NEC Corporation und des USEF (Institute for Unmanned Space Experiment Free Flyer), das von der NEDO (New Energy and Industrial Technology Development Organization) finanziert wird. Das Projekt wurde 2008 gestartet und hat das übergeordnete Ziel, eine neue Generation eines Kleinsatellitenbusses mit hoher Leistung und Flexibilität für eine Reihe von Nutzlasten zu entwickeln.
Er wurde am 6. November 2014 um 07:35 UTC mit einer Dnepr-Trägerrakete vom Raketenstartplatz Dombarowski in Jasni (zusammen mit den jeweils etwa 50 kg wiegenden Kleinsatelliten Tsubame, Hodoyoshi-1, ChubuSat-1 und QSAT-EOS) in eine sonnensynchrone Umlaufbahn gebracht.

## Technische Daten
ASNARO-1 ist mit einer hochauflösenden optischen Kamera ausgerüstet, die Bilder mit einer Auflösung von weniger als 0,5 m im panchromatischen Modus und unter 2 Metern bei multispektralen Bilder liefern kann. Die Schwadbreite beträgt 10 km. Die Kommunikation mit der Erde erfolgt im S-Band und im X-Band mit 800 Mbit/s. Er basiert auf dem NEXTAR-300L Satellitenbus. Die Energieversorgung übernehmen zwei Solarzellenausleger mit einer Gesamtleistung von 1300 Watt und 11 Lithium-Ionen-Akkumulatoren mit einer Kapazität von 50 Ah. Die Bahnregelung und Ausrichtung des Satelliten erfolgen mit Hilfe von drei abbildenden Sternsensoren und einem Sonnensensor. Zusätzlich sind ein GPS-Empfänger und Reaktionsräder, Magnetic Torque und vier mit Hydrazin arbeitende 3 Newton Triebwerke in Betrieb.
ASNARO-2 soll mit einem X-Band-Radar und ASNARO-3 mit einer Hyperspektralkamera ausgestattet werden.